# Grevillea preissii
Grevillea preissii,  es una especie de arbusto  del gran género  Grevillea perteneciente a la familia  Proteaceae. Es originaria de Australia Occidental. 

## Descripción
Es un pequeño arbusto

## Taxonomía
Grevillea preissii fue descrita por Carl Meissner y publicado en Plantae Preissianae 1: 543. 1845.
Etimología
Grevillea, el nombre del género fue nombrado en honor de Charles Francis Greville, cofundador de la Royal Horticultural Society.
preissii: epíteto
Subespecies
- subsp. preissii
- subsp. glabrilimba

Sinonimia
- Grevillea thelemanniana subsp. preissii (Meisn.) McGill.[2]

En Flora of Australia (1999), la especie estaba posicionada en el género Grevillea con el siguiente árbol jerárquico:
Grevillea (género)
Thelemanniana Grupo
Grevillea thelemanniana
Grevillea hirtella
Grevillea fililoba
Grevillea humifusa
Grevillea delta
Grevillea obtusifolia
Grevillea exposita
Grevillea evanescens
Grevillea pinaster
Grevillea preissii
Grevillea ripicola
Grevillea acropogon
Grevillea maccutcheonii
Grevillea stenomera
Grevillea variifolia
Grevillea olivacea